# Johnny Clegg
Johnny Clegg, född 7 juni 1953 i Bacup, Lancashire, Storbritannien, död 16 juli 2019 i Johannesburg, Sydafrika, var en sydafrikansk musiker.
Clegg var en av Sydafrikas mest kända artister och aktivister. Han fick sitt genombrott under åren före apartheidsystemets fall 1994. Clegg var son till en jazzsångerska, och var involverad inom medborgarrättsrörelsen sedan barnsben. Han blev mest känd för sången Scatterlings of Africa tillsammans med gruppen Savuka, och för att som vit sydafrikan tala både engelska och zulu. Andra sånger med gruppen är I Call Your Name. Även hans texter blandar zulu och engelska. 
I en omröstning 2004 om de 100 största sydafrikanerna, kom Clegg på 23:e plats.[förklaring behövs]